# 小行星7976
小行星7976（英語：7976 Pinigin）是一颗围绕太阳公转的小行星。1977年8月21日，尼古拉·切爾尼赫在克里米亚发现了此天体。
这颗小行星的绝对星等为91.15149等。